# Igreja de Nossa Senhora da Vitória (Famalicão)

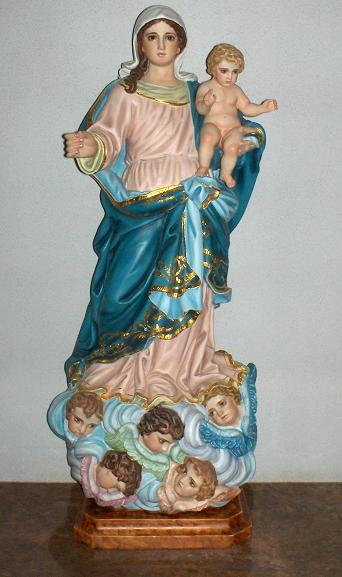
Imagem de Nossa Senhora da Victória.

A Igreja de Nossa Senhora da Vitória, ou Igreja Paroquial de Famalicão, localiza-se na freguesia de Famalicão, no município da Nazaré, distrito de Leiria, em Portugal.

## História
As origens da Paróquia de Famalicão perdem-se no tempo. Não se sabe quando foi criada a Paróquia, construída e Sagrada a Igreja, nem a idade da primitiva Imagem de Nossa Senhora da Victória, padroeira da Paroquia.
Um dos registos mais antigos, e que chegaram aos nossos dias, foi uma pedra com a inscrição de 1633, proveniente do portigo, a qual, era a Pedra Angula da originária Igreja primitiva, que existia no local da actual.
Quando da reconstrução para a nova Igreja, foi encontrado no subsolo, uma Imagem da Santíssima Trindade de pedra Ançã, datada do século XV ou XVI, proveniente da visigótica Igreja de São Gião. Esta Imagem foi retirada no século XVIII, da Igreja visigótica, pelo último pároco que ali se deslocara para celebrar o culto, tendo sido levada para casa do mesmo, no cimo da Serra. Quando da morte dele, a imagem foi trazida para presidir à tumba funerária, no interior da Igreja Paroquial. A Imagem foi encontrada, no ano de 1968, quando da remodelação da Igreja, e embora danificada pela retro-escavadora usada, podemos ainda observar a pintura original em diversas partes.
Da Igreja primitiva, resta a torre com o seu campanário de 3 sinos, os quais começaram a tocar as horas em 1917, segundo inscrição, na mesma. A Igreja actualmente, tem arquitectura moderna, tendo sido feitos trabalhos de conservação ao longo dos tempos. De salientar, que à entrada se encontra em lugar de honra, a referida Imagem da Santíssima Trindade, a qual recebe grande devoção do povo.